# Episodi de Il medico di campagna (prima stagione)
La prima stagione della serie televisiva Il medico di campagna è stata trasmessa in anteprima in Germania dalla ZDF tra il 10 febbraio 1987 e il 6 maggio 1987.
| nº | Titolo originale            | Titolo italiano | Prima TV Germania | Prima TV Italia |
| -- | --------------------------- | --------------- | ----------------- | --------------- |
| 1  | Pilotfilm                   |                 | 10 febbraio 1987  |                 |
| 2  | Große Kinder - große Sorgen |                 | 11 febbraio 1987  |                 |
| 3  | Nachwuchs                   |                 | 18 febbraio 1987  |                 |
| 4  | Die Liebe, die Liebe        |                 | 25 febbraio 1987  |                 |
| 5  | Ein rabenschwarzer Tag      |                 | 4 marzo 1987      |                 |
| 6  | Der Kräuterdoktor           |                 | 11 marzo 1987     |                 |
| 7  | Eike greift ein             |                 | 18 marzo 1987     |                 |
| 8  | Unterlassene Hilfeleistung  |                 | 25 marzo 1987     |                 |
| 9  | Ein neuer Flirt             |                 | 1º aprile 1987    |                 |
| 10 | Das Attentat                |                 | 8 aprile 1987     |                 |
| 11 | Junges Gemüse               |                 | 15 aprile 1987    |                 |
| 12 | Gegen die Uhr               |                 | 22 aprile 1987    |                 |
| 13 | Der Lockvogel               |                 | 29 aprile 1987    |                 |
| 14 | Alles nochmal von vorn      |                 | 6 maggio 1987     |                 |